# Siemomysł de Poméranie
Siemomysł, connu aussi sous le nom de Zemuzil, est l'un des premiers ducs de Poméranie (probablement dans la Poméranie orientale) attestés. Son nom n'est mentionné qu'une seule fois pour l'année 1046 dans les annales de l’abbaye de Niederaltaich en Bavière. 

## Biographie
Les origines de Siemomysł sont inconnues. Étant donné la similitude du nom avec Siemomysł, duc des Polanes (mort vers 960), il a éventuellement des liens familiaux avec la dynastie Piast gouvernant la Pologne. Selon la légende de saint Adalbert de Prague, l'évêque vers l’an 997 a marié une fille du duc Mieszko Ier à un duc de Poméranie à Gdańsk, dont le nom n'est pas transmis dans les chroniques. 
Après l'avènement au pouvoir de Henri III, élu roi des Romains en 1039, il décide de gérer des affaires à la frontière orientale du Saint-Empire. Le 24 juin 1046, il invite les ducs Siemomysł de Poméranie (Zemuzil Bomeraniorum), Casimir Ier de Pologne et Bretislav Ier de Bohême à sa cour de Mersebourg en Saxe pour tenter de régler leurs différends. Cinq jours plus tard, à Meissen, Siemomysł conclut un accord avec Casimir Ier, en vertu duquel il promet de rester neutre dans le conflit opposant le prince Miecław de Mazovie au souverain de la Pologne. 
Au cours de l'année suivante, lorsque Casimir se met en marche pour reprendre la Mazovie, Siemomysł ne respecte pas sa promesse et envoie des renforts pour soutenir Miecław. Néanmoins, le prince est attaqué et vaincu par les forces du duc polonais ; il a sans doute été tué au cours d'une bataille. Casimir reprend la Mazovie, mais aussi la Poméranie orientale et Siemomysł est contraint de rendre un hommage de vassalité.